# Urophysa henryi
Urophysa henryi är en ranunkelväxtart som först beskrevs av Daniel Oliver, och fick sitt nu gällande namn av Oskar Eberhard Ulbrich. Urophysa henryi ingår i släktet Urophysa och familjen ranunkelväxter. Inga underarter finns listade i Catalogue of Life.